# Канаш-де-Сеньорин
Канаш-де-Сеньорин (порт. Canas de Senhorim)  —  населённый пункт и район в Португалии,  входит в округ Визеу. Является составной частью муниципалитета  Нелаш. Находится в составе крупной городской агломерации Большое Визеу. По старому административному делению входил в провинцию Бейра-Алта. Входит в экономико-статистический  субрегион Дан-Лафойнш, который входит в Центральный регион. Население составляет 3555 человек на 2001 год. Занимает площадь 25,66 км².
Покровителем района считается Иисус Христос (порт. Santíssimo Salvador). 

## Демография
| 1527 | 1675 | 1801 | 1821 | 1849 |
| 648  | 945  | 1770 | 1667 | 3074 |